# Michel Godard
Michel Godard (Héricourt, 1960) è un musicista e compositore francese, suonatore di tuba e di serpentone.

## Biografia
È nato vicino alla città di Belfort, nella Franca Contea.
È uno dei pochissimi solisti di tuba e, probabilmente, l'unico solista di serpentone, da lui imbracciati per la prima volta nel 1979. Questo strumento, che nasce come il basso della famiglia dei cornetti, non aveva mai goduto di un repertorio solistico. Sviluppando il suo enorme talento tecnico su questo strumento dimenticato, Godard vi esegue un repertorio che va dalla musica del XVI secolo al jazz e alla musica improvvisata.
Come solista di musica classica, ha suonato e registrato con l'Orchestre Philharmonique de Radio France, con l'Orchestre National de France, con l'ensemble Musique Vivante, con l'Ensemble La Fenice di Parigi, con XVIII-21 Musique des lumières, con l'Ensemble Jacques Moderne.
Nell'ambito del jazz, ha suonato con Rabih Abou-Khalil, Christof Lauer, Luciano Biondini, Linda Bsiri, Michel Portal, Louis Sclavis, Henry Texier, Enrico Rava, Michael Riessler, Kenny Wheeler, Ray Anderson, Sylvie Courvoisier, Klaus König, Simon Nabatov, Wolfgang Puschnig, Linda Sharrock, Misha Mengelberg, Maria Pia De Vito, Willem Breuker, Herbert Joos, Dave Bargeron, Steve Swallow, Roberto Martinelli, Gavino Murgia.

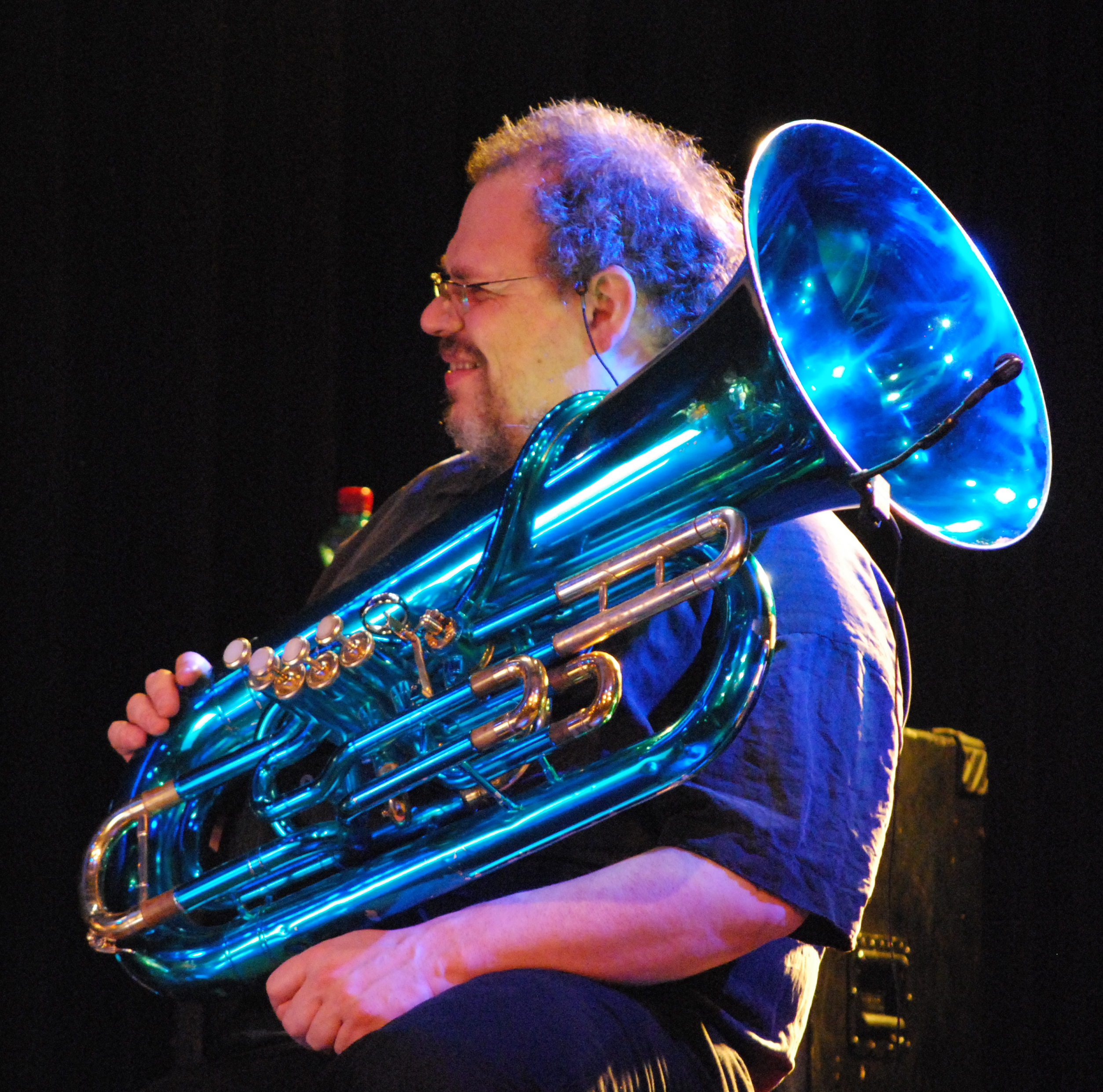
Michel Godard in concerto con Luciano Biondini ed Ernst Reijseger a Innsbruck nel 2009.

Ha collaborato anche con la Bagad bro Kemperle, orchestra bretone di bombarde, cornamuse e percussioni, di Quimperlé, assai nota, soprattutto in Francia, con la star reggae Alpha Blondy, con la compagnia di danza contemporanea "Taffantel", con i musicisti rock John Greaves e Pip Pyle, tra i protagonisti della Scena di Canterbury, con la scrittrice Nancy Huston.
Il primo progetto a suo nome è stato Le Chant du Serpent, del 1989, nel quale lo affiancano Philippe Deschepper alla chitarra, Jean-François Canape alla tromba e al flicorno, Jacques Mahieux alla batteria e la cantante Linda Bsiri. Tra i successivi progetti a suo nome, sono soprattutto da ricordare Archangelica, in cui è accompagnato dall'Atelier des musiciens du Louvre, un gruppo di musicisti specializzati nella musica barocca e classica su strumenti originali; Castel del Monte, registrato nel 1998 proprio a Castel del Monte, l'imponente monumento costruito da Federico II di Svevia presso Ruvo di Puglia, in cui suona affiancato, tra gli altri, dal clarinettista Gianluigi Trovesi, dal percussionista Pierre Favre, dal trombettista Pino Minafra e dalla cantante umbra di musica popolare Lucilla Galeazzi; e, ancora, Castel del Monte II: Pietre di Luce, nel quale i suoni del quintetto jazz, composto dalla Bsiri, dal clarinetto di Gabriele Mirabassi, dal violoncello di Vincent Courtois e dalla percussionista Marie-Ange Petit, molto nota in ambito classico, si mescolano a quelli delle voci e degli strumenti antichi del gruppo di musica medievale Ensemble Calixtinus.
Come compositore, ha scritto brani per Radio France, per la Südwestrundfunk, e per il Ministero della cultura francese.

## Discografia

### Leader
- Le Chant du Serpent, 1989, La Lichère LLL 37
- Aborigène, 1994, Label Hopi HOP 200002
- Sous Les Voutes, Le Serpent..., 1998, MA Recordings M 048 A
- Castel del Monte, 2000, Enja Records Matthias Winckelmann ENJ-9362 2
- Castel del Monte II: Pietre di Luce, 2002, Enja Winckelmann ENJ-9431 2
- Cousins Germains, 2005, CAM Jazz CAMJ 7770-2
- Impertinance, 2005, CamJazz CAMJ 7792-2
- Archangelica, 2008, CAM Jazz CAMJ 7806-2
- Le concert des parfums, 2009, Carpe Diem CD-16277
- Ivresses, 2011, yellowbird-records, 7718
- Le Sonnet Oublié, 2011, Alessio Brocca, BA 301 CD
- Monteverdi, 2011,                 Carpe Diem records, CD-16286

### Coleader

#### Anni '80/'90
- Michel Godard/Jean-Marc Padovani, Comédy, 1987, Big Noise Records/Label Hopi BN 113, reg. live 1986
- Deschepper/Godard/Micenmacher, The Impossible Trio, 1991, Thelonius THE 0101,
- Clastrier/Godard/Matinier/Riessler/Rizzo/Siracusa, Le Bûcher des Silences, Silex Y225040, reg. 1993
- Jean-Marie Maddeddu / Michel Godard, BOBO - J'accuse les grands, 1994, Unidisc 310067
- Coro dei monaci dell'abbazia di Ligugé/Michel Godard, Repons, 1995, Studio SM D2490
- Bagad Kemperle/ Michel Godard, Kejadenn, 1995?, Silex Y 225023
- Linda Sharrock / Michel Godard / Wolfgang Puschnig, Dream Weavers, 1997, Label Hopi HOP 200017
- Godard/Tadic/Nauseef, Loose Wires, 1997, Enja Records Matthias Winckelmann ENJ-9071 2

#### Anni 2000
- Michel Godard / Dave Bargeron, TubaTuba, 2001, ENJA 9133-2
- Pierre Favre / Michel Godard, Deux, altrisuoni AS101
- Battaglia / Rabbia / Pifarely / Courtois / Godard, Atem, 2002, Splasc(h) CS CDH2501.2
- Wolfgang Puschnig/Klaus Dickbauer/Herbert Joos/Michel Godard, 3 & 4 - Ob'n und unt'n/Austrian Songs, 2002, Universal Music/Emarcy Records EmArcy 018872-2
- Michel Godard / Dave Bargeron, TubaTubaTu, 2003, ENJA 9148-2
- Michel Godard / Linda Bsiri / Michele Rabbia / Gabriele Mirabassi, Le Regard d'un Ange, 2003, Symphonia Records, Symphonia Odyssey SYO 01710
- Michel Godard / Gavino Murgia, Deep, Intuition Music INT 3415 2
- Freddy Eichelberger / Michel Godard / Ludus Modalis, Une Messe pour la Saint-Michel & tous les saints anges, 2004, alpha/Les Chants de la terre alpha514
- Lucilla Galeazzi / Vincent Courtois / Michel Godard, Trio Rouge, 2005, Intuition/Schott INT 33532
- Michel Godard / Patrick Bebelaar, Dedications,               2011, Intuition Records
- Cristina Zavalloni/Michel Godard, Twisted, 2023, Encore Music

### Ospite

#### Anni '80
- Marc Steckar, Tubapack, 1981, Jam 0681/MS019
- Steckar Tubapack, Suite À Suivre, 1982, Jam 0183/MS036
- Steckar Tubapack, Turbanisation, reg. live 1983
- Sylvain Kassap, Saxifrages!, 1985, Evidence EV-102 / EVCD 02
- François Jeanneau, Pandemonium, 1985, Carlyne CARC12
- Antoine Hervé's Bob 13, Tutti, 1986, Flat And Sharp PAM967, reg. live 1985
- Le Concert Arban, Brass Création, con la Ephémère Symphony Orchestra, dir. Dominique Rouits, 1987, Arion ARN 64020
- Alpha Blondy, Revolution, 1987, Pathe EMI 74 8655 resp. 74 8655 1, Shanachie Records 43062 (1989)
- Didier Malherbe, Fetish, Tangram 1987
- La Bande à Badault, En vacances au soleil, 1987, Label Bleu records LBLC6510
- Arban Concert Brass Ensemble, Music of Scott Joplin & Claude Bolling, 1988, Arion 64022
- Klaus König Orchestra, Times Of Devastation. Suite in Seven Parts, 1989, Enja Records Matthias Winckelmann ENJ-6014 22
- Louis Sclavis Septet, Chamber Music, 1989, IDA 022
- Claude Barthélemy/Orchestre National de Jazz, Claire, 1989, Label Bleu LBLC 6529
- Claude Barthélemy/Orchestre National de Jazz, Jack-Line, Label Bleu LBLC 6538

#### Anni '90
- Michel Marre Brass Band, Mindelo, 1990, Re-released by Great Winds, GW3105.AR (2001)
- Sylvain Kassap Group, Senecio, 1990, Evidence
- John Greaves, La Petite Bouteille De Linge/Little Bottle of Laundry, La Lichère/Resurgence LLL 117 [CD] 1991/2001, Blueprint BP232CD[CD] 1997
- Un Drame Musical Instantané, Urgent Meeting, 1991, no mans land/GRRR nml/GRRR 2018
- Philippe Deschepper, Sad Novi Sad, 1991, IDA 008, registrato nel 1986
- Gérard Marais Sextet, Katchinas, 1991, Theolonius THE 0501
- Michael Riessler, What A Time, Label Bleu LBLC 6537
- Valentin Clastrier, Hérésie, Silex Y225402
- Michael Riessler, Héloise, Wergo WER 8008-2
- Klaus König, The Song Of Songs, 1993, Enja Records Matthias Winckelmann ENJ-7057 2
- Apollo, L'Âge Du Cuivre, 1993, Silex Y225021
- Nelly Pouget, Le vivre, 1994?, Minuit Regards LH 27292
- Michael Riessler, Tentations d'Abélard, 1994, Wergo WER 8009-2
- Jean-Luc Pontieux Quintet, Double basse, 1994, Label Hopi Hop 200007
- Jean François Canape Trio, K.O.N.P.S, 1994, Label Hopi HOP 200004
- Ricercar Consort / Ensemble La Fenice, Michael Praetorius: Terpsicore Musarum (1612), 1994, Ricercar 233132 MU/750
- Rabih Abou-Khalil, The Sultan's Picnic, 1994, Enja Records Matthias Winckelmann ENJ-8078 2
- Various Artists, Sarajevo Suite, 1994, Harmonia Mundi ED 13039 HMCD 33
- Klaus König, Time Fragments, 1994, Enja Records Matthias Winckelmann ENJ-8076 2
- Enrico Rava, Carmen, 1995, Label Bleu LBLC 6579
- Roberto Ottaviano, Hybrid And Hot, 1995, Splasc(h) Records CDH 453.2
- Youval Micenmacher, Fera Feza, 1995, Label Hopi HOP 200008
- Orchestra Improvista, Nino Rota... Fellini, 1995, deux Z ZZ84121
- Various Artists, Les Films De Ma Ville, 1995, Nato 777718
- Various Artists,m Guide des l'instruments de la Renaissance, Ricercar [3 CDs]
- Various Artists, WOMUFE - World Music Festival Budapest, 1995, Hungaroton HCD 31603
- Rabih Abou-Khalil, Arabian Waltz, 1996, Enja Records Matthias Winckelmann ENJ-9059 2
- Misha Mengelberg, The Root Of The Problem, 1996, hatArt/Helikon (Svizzera) hatArt CD 504
- Various Artists, Buenaventura Durruti, 1996, nato 777 733 [2 CDs]
- Jean-Louis Mechali, Ciné Club, 1996, Quoi De Neuf Docteur [2xCD]
- Sylvie Courvoisier, Ocre, 1997, Enja Records Matthias Winckelmann ENJ-9323 2
- Various Artists, Les Allumés Du Jazz: Le Collector, 1997, Les Allumés Du Jazz ADJ 002 (questo CD non fu messo in vendita, ma dato in regalo agli acquirenti delle due registrazioni della collana francese "Les Allumés du Jazz" nel 1997)
- Various Artists, La Banda, 1997, Enja Records Matthias Winckelmann ENJ 9326 [2 CDs]
- Rabih Abou-Khalil, Odd Times, 1997, Enja Records Matthias Winckelmann,  ENJ-9330 2
- Pierre Favre Singing Drums, Souffles, 1997, Intakt Records Intakt CD 049
- Pip Pyle, 1998, 7 Year Itch, Voiceprint VP198CD
- Pasquale Innarella, Pirotecnic Sonore, 1998, Splasc(h) H 661.2
- Cristina Zavalloni, Come valersi non servilmente di B.Brecht, 1998, Centro Musica Creativa Records CMC9981-2
- The Multiphonics Tuba Trio, Tre cose, 1998, Splasc(h) CDH 635.2
- Guido Mazzon, If, 1998, Splasc(h) CDH 629.2
- Gérard Marais Sextet, Sous Le Vent, 1998, Harmonia Mundi HOP 20018
- Joseph-Marie Amiot, Messe des Jésuites de Pékin, Auvidis Astrée E 8642
- Christof Lauer, Fragile Network, 1999, Act 9266-2
- Kudsi Erkuner, Ottomania. Sufi-Jazz-Project, 1999, Act 9006-2
- Pierre Favre, European Chamber Ensemble, 1999, Intakt CD 062
- Artisti Vari, Musicians On A Mission: Moondive 3'99, 1999, VPRO Broadcasting Hilversum/ Eigenwijs EW 9956
- Tiziano Tononi & The Society Of Freely Sincopated Organic Pulses, We did it, we did it! The Music of Rahsaan Roland Kirk And More, 1999, Splasc(h) Records WS CDH 811/812/813

#### Anni 2000
- Sylvie Courvoisier, Y2K, 2000, Enja Winckelmann ENJ-9383 2
- Michel Pascal, Puzzle, INA INA-GRM 275 742
- Francesco Branciamore, Trade d'union - Improvisation Of The Four Seasons, 2000, Caligola Records c2033
- Vincent Courtois, Translucide, 2000, Enja Winckelmann ENJ-9380 2
- Double Jeu Trio featuring Michel Godard, 2000, Altri Suoni AS 052
- Gabriele Mirabassi, Lo Stortino, 2000, Egea SCA079
- Dolmen Orchestra, Sequenze Armoniche, 2000, Leo Records CD LR 291
- Nancy Houston, Peregrinations Goldberg, 2000, Naive V 4874 AD 098
- Artisti Vari, Magic Moments. The Ultimate ACT World Jazz Anthology Vol. IV, 2000, Act ACT 9280-2
- Rabih Abou-Khalil, The Cactus Of Knowledge, 2001, Enja Winckelmann ENJ-9401 2 (CD) ENJ-9401 9 (Video-DVD)
- Gabriele Mirabassi, 1-0 (Uno a zero), 2001, Egea SCA088
- Alessio Riccio, (In)natural Rhythms, 2001, Unorthodx UNHX-003
- Beppe “Mr. C” Caruso, Situations, 2001, Splasc(h) CDH732.2
- Artisti Vari, Une promenade musicale en Pays d'Auge, 2001, Des Lieux et des notes. Saisonestivale 2001. Caisse des dépôts et consignations Caen/Association culture et patrimoine
- Gabriele Mirabassi, Latakia Blend, Enja Winckelmann ENJ-9441 2
- Patrick Bebelaar, You Never Lose An Island, 2002, dml-records (Germany) CD 015
- Herbert Joos, Adagio 1 + 2, 2002, PAO Records PAO 10960
- Fleur de Prunus / XVIII-21 Musique De Lumières, Chine: Jesuites et Courtisanes/China: Jesuits & Courtiers, 2002, Buda Musique 198487
- Francesco D'Auria / Maurizio Aliffi, Cercando La Tigre, 2002, Splasc(h) Records CDH 780.2
- Paolo Sorge, Trinkle Trio, 2003, Auand (Italy) AU9003
- Rabih Abou-Khalil, Morton's Foot, 2003, Enja Winckelmann ENJ-9462
- Artisti Vari, Blue Lamp. WDR 3 Live-Konzerte: Jazz und Weltmusik, 2003, Westdeutscher Rundfunk (senza numero)
- Patrick Bebelaar, Point Of View, 2004, dml-records CD 017
- Artisti Vari, Alpentöne - Ein Querschnitt durch das Festival '03, 2004, Migros/Musiques Suisses MGB CD 6208
- Pierre Favre with ARTE Quartett and Michel Godard, Saxophones, 2004, Intakt Records (Switzerland) Intakt CD 091
- Gavino Murgia, Megalitico, 2009, Mancosa